# TPP反対デモ
TPP反対デモ（TPPはんたいデモ）は、環太平洋パートナーシップ協定 (TPP) に加わることに反対することを目的として交渉国で行われたデモ活動。

## 各国の状況

### アメリカ合衆国
TPPの合意に不可欠な大統領貿易促進権限（TPA）法案の審議前の2015年4月20日にワシントンでデモ行進が行われ、アメリカ労働総同盟・産業別組合会議（AFL-CIO）など労働組合関係者ら数百人が参加した。

### 日本
2011年（平成23年）下旬より、日本がTPPに加入することにより打撃を被ると主張する、農業などの産業に携わる人々によるデモ活動が活発に行われるようになり、同年10月26日に東京で行われた活動には全国から約3000人が集まった。他にも札幌、前橋、宮崎など、この活動が行われた都市は幾つか存在しており、参加者数が数千人規模だったところも存在する。また、TPPへの反対論は思想の右派・左派を問わず多く、極左暴力集団と見なされている極左過激派の革命的共産主義者同盟全国委員会（中核派）、全日本学生自治会総連合（全学連）などが反対する活動を行っている。
2012年4月25日には「STOP TPP! 1万人キャンドル集会」が日比谷野外音楽堂で実施され、市民や複数の団体の約5000人が連携した。
デモを積極的に行っている新団体として設立しているTPP交渉差し止め・違憲訴訟の会は、自由民主党などの超党派の国会議員と民間人によって構成されている組織。会の主旨は、一貫して「TPP参加表明」の即時撤回を目的としている。会長は岩月浩二。
自民党政権になった2013年にもデモは行われた。
2015年1月24日には東京で設立総会が開かれ、会長によると会員は2400人となり超党派議員多数参加しているという。 200人の財界人らが出席した。その後さらに会員数は増え、4月末までの段階で3291人となった。
2015年5月15日には、霞ヶ関の東京地方裁判所において同会員の1063人が、国を相手に交渉止し止めと違憲確認を求める訴訟を起こした。
2017年6月7日東京地裁は原告の権利が侵害されていない、条約は民事訴訟の範囲内ではないと訴えを退けた。

### ニュージーランド
ニュージーランドでも反対デモが行われ、2016年2月に環太平洋経済連携協定 (TPP) の署名式典が行われたオークランドでは反対するデモ隊と警官隊が衝突して一時市内に混乱が発生した。